# Lovro Kos
Lovro Kos, né le 23 juillet 1999, est un sauteur à ski slovène.

## Palmarès

### Jeux olympiques
| Épreuve / Édition | Pékin 2022 |
| Petit tremplin    | 28e        |
| Grand tremplin    | 11e        |
| Par équipes       | Argent     |
| Par équipes mixte | -          |

### Championnats du monde
| Épreuve / Édition  | Planica 2023 | Trondheim 2025 |
| Petit tremplin     | 17e          | 13e            |
| Grand tremplin     | -            | 10e            |
| Par équipes        | Or           | Or             |
| Par équipes mixtes | -            | -              |

### Championnats du monde de vol à ski
| Épreuve / Édition | Kulm 2024 |
| Individuel        | 5e        |
| Par équipes       | Or        |

### Coupe du monde
- Meilleur classement individuel : 18e en 2022.
- 4 podiums individuel : 2 victoires, 1 deuxième place et 1 troisième place.
- 7 podium par équipes : 1 victoire, 5 deuxièmes places et 1 troisième place.
- 1 podium par équipes mixte : 1 victoire.
- 2 podium en Super Team : 2 victoire.

#### Victoires individuelles
| Année     | Lieu              | Total |
| 2023-2024 | Lake Placid Lahti | 2     |

#### Différents classements en Coupe du monde
| Année     | Classement général final |
| 2021-2022 | 18e                      |
| 2022-2023 | 22e                      |
| 2023-2024 | 9e                       |